# PIASタンパク質

PIASとJAK-STAT経路。IL-6刺激に伴って活性化されたSTAT3による転写活性化をPIAS3は阻害することができる。

PIASタンパク質（protein inhibitor of activated STAT）は、哺乳類において転写を調節しているタンパク質である。PIASタンパク質は少なくとも60種類のタンパク質とともに転写コレギュレーターとして機能し、転写の活性化もしくは抑制を引き起こす。PIASタンパク質と相互作用する多くのタンパク質の中には、STAT、NF-κB、p73、p53といった転写因子が含まれている。
哺乳類のPIASタンパク質ファミリーには7種類のタンパク質が属し、それらはPIAS1、PIAS2（PIASx）、PIAS3、PIAS4（PIASy）の4つの遺伝子にコードされている。PIAS1を除いて、各遺伝子には2種類のアイソフォームがコードされている。PIASタンパク質のホモログは、キイロショウジョウバエのZimp/dPIASやゼブラフィッシュのzfPIAS4aなど、他の真核生物にも見つかっている。SIZ1とSIZ2は酵母で同定されている2つのホモログである。
いくつかの例外はあるものの、PIASタンパク質にはファミリー内で保存されたドメインやモチーフが存在する。これらのドメインやモチーフの既知の機能は全てのメンバーで類似したものである。こうした機能の1つがSUMO化の際のE3リガーゼとしての作用であり、転写調節において重要な過程となっている。現時点では、PIASタンパク質の高次構造に関して明らかにされていることは少ないものの、PIAS2、PIAS3、SIZ1の構造が解かれている。
PIASはがんの治療や予防への応用の可能性がある。また、免疫系の応答の調節に重要な役割を果たしている可能性もある。

## 発見
PIAS3はJAK-STAT経路の研究から1997年に発見された。PIAS1、PIASxα、PIASxβ、PIASyなど他のPIASタンパク質の発見はその翌年に発表された。STATとPIASの間の相互作用は酵母ツーハイブリッドアッセイによって特性解析がなされ、阻害するSTATの種類に応じた命名がなされた。例として、PIAS1はSTAT1を阻害し、PIAS3はSTAT3を阻害する。その後PIASは単にSTATを阻害するよりもはるかに多くの役割を持っていることが発見され、PIASがSUMOタンパク質に結合することに基づいてその名称をPleiotropic Interactors Associated with SUMOのアクロニムとすることが提案された。そして、PIAS3L、PIASyE6-といったスプライスバリアントも発見されている。

## 種類

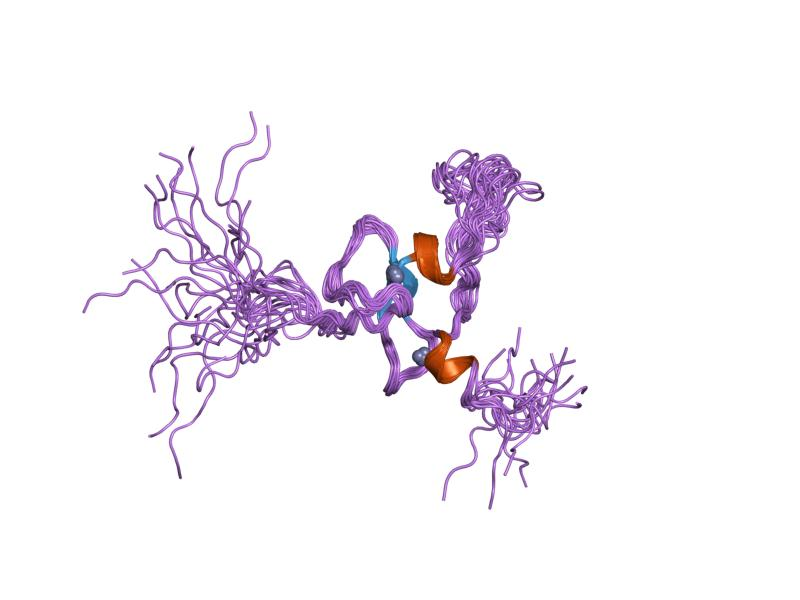
SIZ1のPHDフィンガードメイン。SIZ1は酵母に存在するPIASタンパク質ホモログである。

下の表では、哺乳類のPIASタンパク質ファミリーに属する7種類の既知のタンパク質が示されている。PIASタンパク質をコードする遺伝子の一部では、選択的スプライシングによる複数のタンパク質産物（アイソフォーム）がコードされている。PIAS1は1種類のアイソフォームのみをコードしている唯一のPIASファミリー遺伝子である。
| 遺伝子        | コードされるタンパク質 |
| ------------- | ---------------------- |
| PIAS1         | PIAS1                  |
| PIAS2 (PIASx) | PIASxα, PIASxβ         |
| PIAS3         | PIAS3, PIAS3L (PIAS3β) |
| PIAS4 (PIASy) | PIASy, PIASyE6-        |

### ホモログ
PIASタンパク質のホモログは他の真核生物でも発見されている。そのいくつかを下に示す。
- キイロショウジョウバエのZimp/dPIAS[8][9]
- ゼブラフィッシュのzfPIAS4a[10]
- 酵母のSIZ1、SIZ2[11][12]
- Zimp/dPIAS in Drosophila melanogaster[8][9]
- zfPIAS4a in zebrafish[10]
- SIZ1 and SIZ2 in yeast[11][12]

## 機能
PIASタンパク質は遺伝子発現の制御に寄与しており、転写コレギュレーターであると考えられている。PIASは転写に関わるタンパク質少なくとも60種類と相互作用し、E3 SUMO-タンパク質リガーゼとして働くことが知られている。PIASタンパク質のRINGフィンガー様亜鉛結合ドメインは、標的転写因子へのSUMOタンパク質の付加を補助している。標的タンパク質へのSUMOタンパク質の付加によってタンパク質間相互作用に変化が生じ、転写のアップレギュレーションもしくはダウンレギュレーションが引き起こされる。一例として、転写因子p73の活性はPIAS1によるSUMO化後に抑制される。またPIASタンパク質の他の機能として、転写調節因子を核内の異なる区画へ再局在させることが挙げられる。
PIASタンパク質はDNA二本鎖切断の修復にも重要な役割を果たしている。紫外線や化学物質への曝露、電離放射線照射はDNA損傷を引き起こすが、中でも最も有害なDNA損傷の種類が二本鎖切断である。PIAS1、PIAS3、PIAS4は損傷部位にリクルートされ、修復を促進することが示されている。
PIASタンパク質はJAK-STATシグナル伝達経路における重要な転写コレギュレーターである。PIASタンパク質がSTATシグナルと相互作用するためには、STATタンパク質のチロシンリン酸化が必要である。また、PIAS1は非メチル化状態のSTAT1に選択的に結合する。正確な機構は不明であるが、PIAS1とPIASyはどちらもSTAT1シグナルを阻害し、PIAS3はIL-6刺激後のSTAT3シグナルを特異的に阻害することが知られている。また、PIAS1はTNFやLPSによる刺激に伴うNF-κBの活性を阻害することも知られている。

## 構造

大部分のPIASに存在するドメイン（SAP、RLD、AD、S/T）とモチーフ（PINIT、SIM）

PIAS2、PIAS3、そしてPIAS様タンパク質SIZ1の構造がX線結晶構造解析によって決定されている。
PIASタンパク質には、N末端のSAP（scaffold attachment factor-A/B, acinus and PIAS）ドメイン、PINIT（Pro-Ile-Asn-Ile-Thr）モチーフ、RLD（RING-finger-like zinc-binding domain、RINGフィンガー様亜鉛結合ドメイン）、AD（highly acidic domain、酸性ドメイン）、SIM（SUMO-interacting motif、SUMO相互作用モチーフ）、C末端のS/T（serine/threonine-rich region、セリン/スレオニンリッチ領域）という4つのドメイン、2つのモチーフが同定されている。
| 名称                                                              | 略称  | 機能                                                                   |
| ----------------------------------------------------------------- | ----- | ---------------------------------------------------------------------- |
| N-terminal scaffold attachment factor-A/B, acinus and PIAS domain | SAP   | DNAの核マトリックス結合領域やタンパク質（p53、核内受容体など）への結合 |
| Pro-Ile-Asn-Ile-Thr motif                                         | PINIT | 核内への保持                                                           |
| RING-finger-like zinc-binding domain                              | RLD   | SUMO化、他のタンパク質との相互作用                                     |
| Highly acidic domain                                              | AD    | 不明                                                                   |
| SUMO-interacting motif                                            | SIM   | SUMOタンパク質の認識と相互作用                                         |
| Serine/threonine-rich C-terminal region                           | S/T   | 不明                                                                   |

### SAP

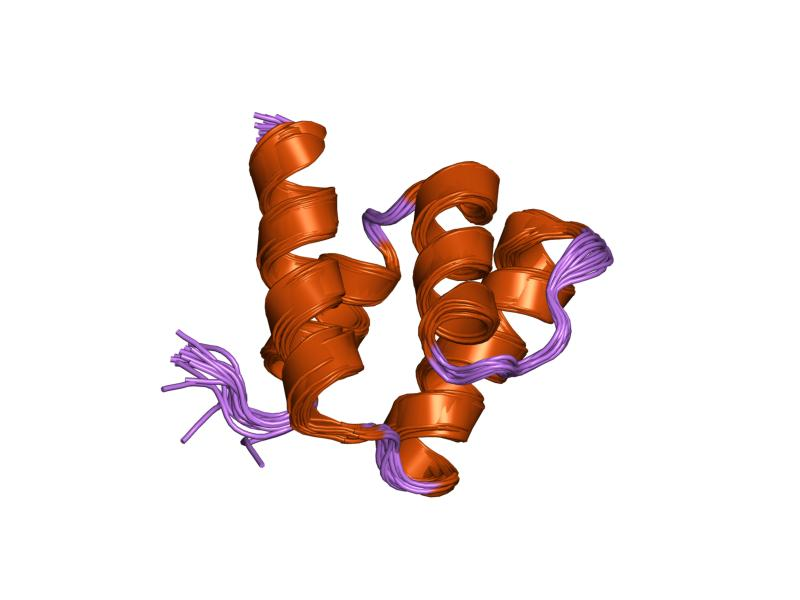
PIAS1のp53結合ドメイン

SAPドメインは全てのPIASタンパク質に存在し、4本のαヘリックスから構成される。このドメインはクロマチンのアデニン（A）やチミン（T)に富む領域に結合する。こうしたA/Tリッチ領域は核マトリックス結合領域（MAR）と呼ばれる。SAPドメインが結合すると、MARはクロマチンループを核マトリックスへ係留する。核マトリックスは転写調節が行われると考えられている核内構造である。また、SAPはp53にも結合する。
各SAPドメインにはLXXLLモチーフ（L＝ロイシン、X=任意のアミノ酸）が含まれている。このモチーフは核内受容体への結合に用いられる。核内受容体はリガンド結合に伴って転写を調節する転写因子である。

### PINIT
PINITモチーフは、PIAS3のアイソフォームの1つであるPIAS3Lに発見された。PIASタンパク質はその活性を発揮する過程で核と細胞質基質の間を往復する傾向があるが、PINITはPIAS3やPIAS3Lを核内へ局在させるために必要である。
PIASyのPINITモチーフには若干の差異がみられ、2つ目のイソロイシンがロイシンに置き換わっている（PINLT）。さらに、PIASyE6-アイソフォームにはこのモチーフが存在しない。しかしながらこのアイソフォームは核内に保持されており、その理由は不明である。

### RLD
RLDは全てのPIASタンパク質に存在する。RLDはPIASタンパク質がE3 SUMO-タンパク質リガーゼとして機能するために必要不可欠である。また、他のタンパク質との相互作用にも必要である。このドメインの三次元構造は典型的なRINGフィンガードメインと同様であると考えられており、ヒスチジン残基1つとシステイン残基5つが含まれている。

### AD、SIM
ADは全てのPIASタンパク質に存在し、SIMが含まれる。SIMはPIASタンパク質がSUMOタンパク質を正しく認識し、相互作用するために必要である可能性がある。しかしながら、E3 SUMO-タンパク質リガーゼとしての活性に必要であるわけではない。AD全体としての機能は不明である。

### S/T
S/T領域は全てのPIASタンパク質に存在するわけではなく、PIASyとPIASyE6-はこの領域を介している。さらに、この領域の長さは各タンパク質によって多様である。この領域の機能は不明である。
| 種類     | アミノ酸長 | 含まれるドメインとモチーフ    |
| -------- | ---------- | ----------------------------- |
| PIAS1    | 651        | SAP, PINIT, RLD, AD, SIM, S/T |
| PIASxα   | 572        | SAP, PINIT, RLD, AD, SIM, S/T |
| PIASxβ   | 621        | SAP, PINIT, RLD, AD, SIM, S/T |
| PIAS3    | 593        | SAP, PINIT, RLD, AD, SIM, S/T |
| PIAS3L   | 628        | SAP, PINIT, RLD, AD, SIM, S/T |
| PIASy    | 510        | SAP, PINIT, RLD, AD           |
| PIASyE6- | 467        | SAP, RLD, AD                  |

## 医学との関連
DNA修復系の欠陥はがん発症の素因となる。少なくとも一部のPIASタンパク質はDNA修復への関与、特に二本鎖切断の修復を高めることが示唆されている。培養細胞レベルの実験では、PIAS3の過剰発現によってHeLa細胞は電離線照射に対する耐性が高まる。このことはPIAS3がDNA修復に重要な役割を果たしていることを示している。さらに、in vitroではPIAS3の過剰発現によってヒト肺がん細胞株の成長が阻害されることが示されており、がん細胞の化学療法薬に対する感受性は最大12倍高まる。一方、siRNAによるPIASの阻害によってがん細胞の増殖は加速し、化学療法薬に対して高レベルの抵抗性を示すようになる。膠芽腫患者由来のヒト脳組織試料を用いた研究では、対照脳組織と比較してPIAS3の発現が低下しているk十が明らかにされている。PIAS3の阻害は膠芽腫の増殖を引き起こし、一方PIAS3の過剰発現はSTAT3シグナルと細胞増殖を阻害する。さらに、進行性胃がん患者を対象とした後ろ向き研究ではBRCA1、PIAS1、PIAS4を高いレベルで発現している患者はより長期間生存することが示されている。
JAK-STAT経路の継続的活性化はヒトだけではなく、ショウジョウバエなどより単純な生物でもがんを引き起こす。PIASタンパク質ががんに関与する重要なシグナル伝達経路に影響を及ぼしている予備的証拠が得られていることから、これらがBRCA欠損がん患者に対する化学療法薬や放射線治療の増感剤として、興味深い治療標的となる可能性がある。
JAK-STAT経路はさまざまながんにおいて重要であるだけでなく、ヒトの免疫応答、特に獲得免疫に関しても重要な役割を果たしている。自己免疫疾患や炎症性疾患の治療にJAK阻害剤を使用するというコンセプトの妥当性の臨床的証拠はファイザーによって開発されたトファシチニブで得られており、このJAK阻害剤はアメリカ合衆国で関節リウマチの治療に承認されている。さらに、トファシチニブは強直性脊椎炎、乾癬性関節炎、乾癬、アトピー性皮膚炎、炎症性腸疾患の治療薬としての研究が行われている。
また、STAT1とSTAT2は細胞の抗ウイルス防御や獲得免疫による防御に必要不可欠な因子であり、PIASタンパク質やその他の調節因子は免疫応答の恒常性や微調整に必要である。PIASタンパク質はいくつかの機構でSTATによる転写を調節し、齧歯類での遺伝学的研究ではPIAS1がSTAT1の調節において生理的に重要な役割を果たしていることが示されている。PIASタンパク質ファミリーが相互作用すると考えられている60種類のタンパク質の多くは免疫調節因子である。